# Irma Wehgartner
Irma Wehgartner (* 1943 in Weiden in der Oberpfalz) ist eine deutsche Klassische Archäologin.
Irma Wehgartner studierte Klassische Archäologie, Vor- und Frühgeschichte und Alte Geschichte in Würzburg und München. Sie wurde 1980 mit der Arbeit Attisch weissgrundige Keramik. Maltechniken, Werkstätten, Formen, Verwendung bei Erika Simon an der Universität Würzburg promoviert, die bis heute zu den grundlegenden Arbeiten zur weißgrundigen Vasenmalerei gehört. Danach bearbeitete sie den Band 51, Würzburg 3 des Corpus Vasorum Antiquorum Deutschland, in der die etruskische Keramik der Antikensammlung des Martin von Wagner Museums vorgelegt wurde. Von Mitte der 1980er bis 1993 war Wehgartner an der Antikensammlung Berlin beschäftigt. In dieser Zeit bearbeitete sie mit dem Band 62, Berlin 8 einen weiteren Band des Corpus Vasorum Antiquorum Deutschland. Zudem organisierte sie die große Ausstellung „Die Etrusker und Europa“ sowie die Ausstellung „Euphronios, der Maler“ und die zugehörige Fachtagung mit. Von 1993 bis zu ihrer Pensionierung 2012 war sie Konservatorin der Antikensammlung des Martin von Wagner Museums in Würzburg. Wehgartner forscht insbesondere zur antiken Keramik und Vasenmalerei, aber auch zur Glaskunst und zur Plastik der Antike.

## Schriften
- Attisch weißgrundige Keramik. Maltechniken, Werkstätten, Formen, Verwendung (= Keramikforschungen Band 5). von Zabern, Mainz 1983, ISBN 3-8053-0565-6 (= Dissertation, Digitalisat)
- Ein Grabbild des Achilleusmalers (= Winckelmannsprogramm der Archäologischen Gesellschaft zu Berlin, Band 129). de Gruyter, Berlin 1985, ISBN 3-11-010690-6 (Digitalisat)
- Berlin, Antikenmuseum, ehemals Antiquarium. Band 8 (= Corpus Vasorum Antiquorum Deutschland Bd. 62). C. H. Beck, München 1991
- Herausgeberin: Euphronios und seine Zeit. Kolloquium in Berlin 19./20. April 1991 anlässlich der Ausstellung Euphronios, der Maler, Staatliche Museen zu Berlin, Preußischer Kulturbesitz, Berlin 1992, ISBN 3-88609-129-5
- Herausgeberin: Die Etrusker und Europa. Paris 1992, Berlin 1993. Altes Museum, Berlin, 28.2. – 31.5.1993, Fabbri, Mailand 1993 / Bertelsmann-Lexikon-Verlag, Gütersloh – München 1993, ISBN 3-570-10504-0
- mit Ulrich Sinn (Hrsg.): Begegnungen mit der Antike. Zeugnisse aus vier Jahrtausenden mittelmeerischer Kultur im Martin-von-Wagner-Museum der Universität Würzburg. Ergon, Würzburg 2001, ISBN 3-935556-72-1
- Redaktion mit Johanna Wich: Schrift, Sprache, Bild und Klang. Entwicklungsstufen der Schrift von der Antike bis in die Neuzeit. Sonderausstellung der Fakultät für Altertums- und Kulturwissenschaften der Universität Würzburg in Verbindung mit dem Lehrstuhl für Alte Geschichte im Jubiläumsjahr der Universität Würzburg, 23. April – 31. August 2002  (= Nachrichten aus dem Martin-von-Wagner-Museum der Universität Würzburg. Reihe A, Antikensammlung Band 4). Ergon, Würzburg 2002, ISBN 3-89913-242-4)
- mit Vilma Gedzevičiūtė und Michaela Knief: 2000 Jahre antikes Glas. Schmuck und Alltagsgerät. Die Sammlung antiker Gläser im Martin-von-Wagner-Museum der Universität Würzburg. Katalog zur Sonderausstellung der Antikensammlung des Martin-von-Wagner-Museums vom 6. Juli – 7. November 2010 (= Nachrichten aus dem Martin-von-Wagner-Museum der Universität Würzburg. Reihe A, Antikensammlung Band 11). Ergon, Würzburg 2010, ISBN 978-3-89913-789-7